# اوبینی (ایل-ا-ویلن)
اوبینی (به فرانسوی: Aubigné) یک کمون در فرانسه است که در canton of Saint-Aubin-d'Aubigné واقع شده‌است. اوبینی ۲٫۲۰ کیلومتر مربع مساحت دارد.